# Ángel D'Agostino
Ángel Domingo Emilio D'Agostino (Buenos Aires, 25 de mayo de 1900 - Buenos Aires, 16 de enero de 1991) fue un pianista y compositor de tango argentino.

## Biografía
Tocó el piano desde niño, estudió en el conservatorio y desde muy joven comenzó a tocar en público con un trío, en el que participaba Juan D'Arienzo, por entonces tan joven y desconocido como él. En 1920, contratado por el Palais de Glace, formó su propia orquesta. Tocaban tango y jazz. También acompañaban películas mudas. En 1932 conoció a Ángel Vargas, con quien conformaría luego un dúo memorable. En 1934 formó una orquesta dedicada exclusivamente al tango, en la que participaron el bandoneonista Aníbal Troilo y el cantor Alberto Echagüe.
En 1940, es contratado junto al cantor Ángel Vargas por RCA Victor y se presentan en Radio El Mundo, la emisora más importante del país. D'Agostino y Vargas grabaron noventa y tres temas y, pese a la breve duración de la dupla, sus discos quedaron entre lo más excelso del tango argentino. Entre sus grabaciones se encuentran los tangos Tres esquinas, "Agua florida" y "Mano Blanca". También trabajaron en Ronda de ases, un exitoso programa que se transmitía dos veces por semana con la participación de cuatro orquestas, inicialmente desde la sede de Radio El Mundo y luego desde el Teatro Casino, en la calle Maipú, enfrente al cabaré Marabú. Durante el período en que fue emitido tuvo también los nombres de Esquinas de mi ciudad y Casino, sin cambiar su estructura y calidad.
D'Agostino continuó con otros cantores, aunque ninguno pudo superar la popularidad ni la cantidad de grabaciones que realizó Vargas.
El primero fue Tino García, cantor que se mantuvo hasta el final de la trayectoria de la orquesta. Debutó con Alma de bohemio en 1947 y su última grabación fue Mi Viejo Buenos Aires en 1962.
Permaneció como único cantor hasta la llegada de Rubén Cané en 1952. En tanto que García fue reemplazado brevemente por Ricardo Ruiz. Cané se fue a fines de 1954. García volvió a ser el único cantor hasta la incorporación de Roberto Alvar, quien grabó muy pocos temas. El último cantor que grabó con la orquesta fue Raúl Lavié en 1963.
Participó como intérprete en la película El canto cuenta su historia (1976).